# Pareuchiloglanis myzostoma
Pareuchiloglanis myzostoma is een straalvinnige vissensoort uit de familie van de zuigmeervallen (Sisoridae). De wetenschappelijke naam van de soort is voor het eerst geldig gepubliceerd in 1923 door Norman.